# Самоа Джо
Нюфоло Джоел „Джо“ Синоа (роден на 17 март 1979), по-добре познат под сценичното име Самоа Джо, е американски професионален кечист.
Работи с WWE, където участва в предаването Първична сила. Той е двукратен Шампион на NXT. Преди той беше най-познат за времето си в Total Nonstop Action Wrestling (TNA) и Ring of Honor (ROH).
След като започва да тренира 1999, Синоа започна кариерата си през 2000 в Ultimate Pro Wrestling (UPW), където веднъж беше шампион в тежка категория на UPW. През 2001 той направи първата си поява в WWE (тогава World Wrestling Federation) под сделка с компания UPW.
Синоа се стана известен в ROH от началото в компанията през 2002, Носител на Световната титла на ROH за рекордните 21 месеца от май 2003 до декември 2004. След присъединяването с TNA, дебютирайки на събитието Годишно Тръшване през юни 2005, Синоа започна 18-месечна серия с победи, в която не е губил мач чрез туш или предаване. Серията приключи на събитието Генезис през ноември 2006, когато се предаде от хватката за предаване на глезена на Кърт Енгъл. Синоа беше спечелил класацията за Най-изтъкнат кечист през 2005 от читателите на Wrestling Observer Newsletter, правейки го първия кечист от TNA и ROH спечелил това отличие.
През кариерата си Синоа спечели много титли включително дузина от ROH, TNA, и Япония. Носител е на Светната титла на ROH и Същинската титла на ROH по веднъж, Световната титла в тежка категория на TNA веднъж, и Х Дивизионната титла на TNA пет пъти, Световните отборни титли на TNA да пъти (един от тримата, включително Кърт Енгъл и Мат Морган, носител на титлите самостоятелно), и Телевизионната титла на TNA веднъж. В Pro Wrestling Noah, Синоа е еднократен Отборен шампион на GHC с кечиста от TNA Магнус. В Pro Wrestling Zero1, Синоа (също биел се под името Клал Джо) и Кейджи Сакода са първите Интернационални отборни шампиони на NWA.
Синоа също е спечелил Турнирът за Супер Х Купата през 2005, мача Краля на върха през 2008 (единствения да запази титлата си в мача), Тройната корона на TNA, и Гранд Слама на TNA. Някои други компании, направил появи са Pro Wrestling Guerrilla (PWG), Asistencia Asesoría y Administración (AAA), и Westside Xtreme Wrestling (wXw). Остави TNA през февруари 2015, и се завърна в ROH и независимите компании. Той официално дебютира в развиващата се територия на WWE NXT, през май същата година, и подписа пълен договор с компанията през юни.

## В кеча
- Финални ходове
  - CCS Enzuigiri[4] (Enzuigiri, докато гледа към опонент на ъгъла)[6] – 2000 – 2001; използван като ключов ход след това
  - Chimera-Plex[4] (Германски суплекс последван от dragon suplex, и след това bridging X-Plex) – 2001 – 2005
  - Coquina Clutch[5]/The Clutch[3] (TNA)/Rear naked choke,[4] понякога превърнат в суплекс[7][8] (ROH/Независими компании)
  - Island Driver[4][7] (Sitout side powerslam,[9][10] понякога от второто въже,[11] или over the shoulder reverse piledriver)[12][13]
  - Muscle buster,[3][5] понякога от горното въже[7]
- Ключови ходове
  - Corner forearm smash[4][6]
  - Death Valley driver,[4] понякога от второто въже[14]
  - Facewash[4]
  - Folding powerbomb пренесен в Boston crab,[15] STF[6] или crossface[6][16]
  - Inverted atomic drop, последван от running single leg dropkick и след това running senton[6]
  - Lariat[4][7]
  - Версии на суплекс
    - Dragon[4]
    - Exploder[17]
    - Германски[18]
    - Half nelson[19]
    - Head and arm[20]

  - Running big boot в лицето на седнал опонент на стол близо до барикадата[4]
  - Samoan drop[21]
  - Samoan Elbow (Running delayed high-impact elbow drop, с постановки)[4] – пародирано от Скалата
  - Standing release sidewalk slam[4]
  - STF[4][7]
  - STJoe (Side slam от ъгъла, след отбрана към пристигащ опонент)[20]
  - Suicide dive, пренесен в elbow smash[20]
- С Магнус
  - Отборни финални ходове
    - Snapmare от Джо, последван от diving elbow drop от Магнус[22][23]
- Мениджъри
  - Дейв Празак[4]
  - Джей Литъл[4]
  - Джеф Джарет[4]
  - Джим Корнет[4]
  - Джими Харт[4]
  - Кевин Неш[24]
  - Окада/Окато[4]
  - Таз[4]
- Прякори
  - „Самоанската машина за суплекси“[25]
  - „Самоанската машина за предавания“[4][7]
  - „(Самоанския) Специалист по предаване“[26]
  - „Нацията на насилието“[4]
- Входни песни
  - Различните входни песни на Самоа Джо в миналото обикновено са персонализирани, започвайки с роговия риф „Godzilla March Theme“, който да обозначи присъствието на Джо като в същото време полза различни песни през годините. TNA прие вариант на тази традиция, започвайки с техните потребителски песни за Джо с подобен риф с изключение на WWE.
  - "Another Body Murdered на Faith No More и Boo-Yaa T.R.I.B.E.[27] (ROH)
  - „Mama Said Knock You Out“ на LL Cool J[27] (ROH)
  - „The Champ is Here“ на Jadakiss[27] (ROH)
  - „Crush You Up“ на Dale Oliver[28] (TNA)
  - „On Fire“ на Dale Oliver[29] (TNA)
  - „Nation of Violence“ на Dale Oliver[30] (TNA)
  - „Main Event Mafia“ на Dale Oliver (TNA; използвана като част от Мафията на Главния мач)
  - „The Anthem“ на MVP и Jess Jamez (TNA; използвана като част от Клана на разгрома)
  - „Tap Out“ на Adam Gubman[27] (ROH)
  - „Destroyer“ на CFO$ (NXT; 29 юли 2015 – )[31][32]

## Шампионски титли и отличия
- Ballpark Brawl
  - Натурален шампион в тежка категория (1 път)[33]
- Extreme Wrestling Federation
  - Турнир Xtreme 8 (2006)[34]
- Independent Wrestling Association Mid-South
  - Турнира на Революционния силен стил (2004)[4]
- Pro Wrestling Illustrated
  - Вражда на годината (2007)[35]срещу Кърт Енгъл
  - Най-популярен кечист на годината (2006)[36]
  - PWI го класира като #4 от топ 500 индивидуални кечисти в PWI 500 през 2006 and 2008[37][38]
- Pro Wrestling Noah
  - Отборен шампион на GHC (1 път) – с Магнус[39]
- Pro Wrestling Zero-One
  - Интернационален отборен шампион на NWA (1 път)1[40][41] – с Кейджи Сакода
- Pure Wrestling Association
  - Същински шампон по кеч на PWA (1 път)[4]
- Ring of Honor
  - Същиски шампион на ROH (1 път)[42][43]
  - Световен шампион на ROH (1 път)[44][45]
- SoCal Uncensored
  - Новобранец на годината (2000)[46]
- Total Nonstop Action Wrestling
  - Телевизионен шампион на TNA (1 път)[47]
  - Световен шампион в тежка категория на TNA (1 път)[48]
  - Световен отборен шампион на TNA (2 пъти) – Сам (1)2 и Магнус (1)[23][48]
  - Х Дивизионен шампион на TNA (5 пъти)[48]
  - Краля на върха (2008)[49]
  - Турнира с максимум сблъсък (2011)[50]
  - Супер X Купата (2005)[4]
  - Feast or Fired (2009 – договора за Световната титла в тежка категория)
  - Купата на пуйката на TNA (2007)[4]
  - Поредица за златаото (2007 – в тежка категория)[51]
  - Турнира Дива карта (2011) – Магнус[52]
  - Третия Гранд Слам шампион на TNA[53]
  - Третия Тойно коронован шампион на TNA[48]
  - Г-н TNA (2006)[54]
  - Г-н Х Дивизия (2006)[54]
  - Вражда на годианта (2006 – 2007) с Кът Енгъл[54][55]
  - Финален ход на годината (2007) Muscle buster[55]
- Twin Wrestling Entertainment
  - Шампион в тежка категория на TWE (1 път)[4]
- Ultimate Pro Wrestling
  - Шампион в тежка категория на UPW (1 път)[56]
  - Шампион без задръжки на UPW (1 път)[56]
- United Independent Wrestling Alliance
  - Отборен шампион на UIWA (2 пъти)[4]
- Wrestling Observer Newsletter
  - 5 Звезден мач (2004) срещу Си Ем Пънк на ROH Джо срещу Пънк 2 на 16 октомври
  - 5 Звезден мач (2005) срещу Ей Джей Стайлс и Кристофър Даниълс на TNA Несломими на 11 септември[57]
  - 5 Звезден мач (2005) срещу Кента Кобаши на ROH Джо срещу Кобаши на 1 октомври
  - Най-бунтар (2005, 2006)[58]
  - Мач на годината (2005) срещу Кента Кобаши, ROH Джо срещу Кобаши, 1 октомври
  - Най-изтъкнат (2005)
- WWE NXT
  - Шампион на NXT (2 пъти)
  - Дъсти Роудс Отборна класика (2015) – с Фин Бáлър[59]

1 ↑ След като титлата беше освободена, Джо и Сакода бяха отбелязани като рекордьори за най-дълго време.
2 ↑ Джо беше носител на титлата по време на първия си път.